# Red Zebra
Red Zebra est un groupe belge de rock, originaire de Bruges.

## Histoire
Le groupe est formé en 1978 sous le nom de The Bungalows, et était alors composé des quatre jeunes de 16 ans Peter Slabbynck, Geert Maertens, Jan D'hondt et Luc De Prest, tous membres du groupe de scouts Don Bosco de Sainte-Croix, près de Bruges. En 1980, ils participent au Humo's Rock Rally et y remportent la dernière place. Peu après, ils sortent leur premier single I Can't Live in a Living Room, leur plus grand succès et un désormais classique. La même année, ils se produisent au Seaside Festival de La Panne et sortent leur mini-album Bastogne,.
Le premier album, Maquis, suit en 1983. Le groupe assure la première partie des Undertones, Sound, Simple Minds, Killing Joke et Sisters of Mercy, entre autres. En 1986, le groupe se sépare, et chacun suit sa propre voie. Ainsi, le guitariste Bruno Melon rejoint The Wolf Banes, tout comme le bassiste Pip Vreede. Le chanteur Peter Slabbynk forme le groupe The Lamas avec Kloot Per W, entre autres. D'autres Zebras (Provoost, Maertens et Isselee) forment le groupe His Royal Fume.
En 1990, les trois membres originaux décident de donner quelques concerts de retrouvailles, qui aboutissent à la sortie du best-of From Ape to Zebra. En 1994, le groupe sort un nouvel album intitulé A Red Zebra Is Not a Dead Zebra et un nouveau single, Sanitised for Your Protection, suit en 1996. Début 1997, ils sortent l'album Mimicry. En 1999, la chanson I Can't Live in a Living Room est choisie par Studio Brussel dans le cadre d'un concours annuel organisé par Jan Sprengers & C° pour reprendre une chanson, avec des reprises de Fence, Orange Black, DJ 4T4 (de 't Hof van Commerce) et Janez Detd.).
L'album Last Band Standing suit en 2001, et Don't Put Your Head in a Bucket un an plus tard. En 2008, le groupe sort l'album Live in Front of a Nation et la même année, Eighties.
Le groupe se sépare au début du mois de décembre 2010. Peter Slabbynck, cofondateur et chanteur du groupe, décide de continuer sous le nom d'Ex-RZ. Les quatre autres membres continuent sous le nom d'Elements avec le bassiste-chanteur Sam Claeys. C'est principalement EX-RZ qui maintient la musique de Red Zebra en vie avec un set de chansons de Zebra.
En 2017, les cinq membres se regroupent. Cependant, se produire ensemble ne se fera plus car le guitariste Geert Maertens et le batteur Johan Isselee se retirent du groupe quelques semaines avant le premier concert. Ils seront remplacés par le guitariste Frits Standaert et le batteur Kurt De Waele. À partir de l'été 2017, Red Zebra se produit à nouveau en Belgique et à l'international, notamment en Grèce, en Italie, en Allemagne et en France. En 2020, ils sortent la compilation Songs and Stripes chez Wool-E-Discs,.

## Discographie

### Albums studio
- 1981 : Bastogne
- 1983 : Maquis
- 1984 : Always
- 1997 : Mimicry
- 2002 : Don't Put Your Head in a Bucket
- 2004 : Kookaburra

### Compilations
- 1992 : From Ape to Zebra (Halu/Parsifal)
- 2002 : The Art of Conversation
- 2008 : Eighties
- 2020 : Songs and Stripes (Wool-E-Discs)

### Albums live
- 1984 : A Red Zebra Is Not a Dead Zebra
- 2001 : Last Band Standing
- 2008 : Live in Front of a Nation

### Singles
- 1980 : Innocent People
- 1981 : TV Activity
- 1982 : Lust
- 1983 : Polar Club
- 1997 : Sanitized for Your Protection
- 1997 : John Wayne
- 2002 : Don't Put Your Head In A Bucket
- 2004 : Spit on the City
- 2010 : No Kitchen In The House
- 2011 : I Can't Live in a Living Room[8]
- 2020 : My Boss the Robot